# Cantonul Le Beausset
Cantonul Le Beausset este un canton din arondismentul Toulon, departamentul Var, regiunea Provence-Alpes-Côte d'Azur, Franța.

## Comune
- Le Beausset (reședință)
- La Cadière-d'Azur
- Le Castellet
- Riboux
- Saint-Cyr-sur-Mer
- Signes